# 존 더글러스 (제9대 퀸즈베리 후작)

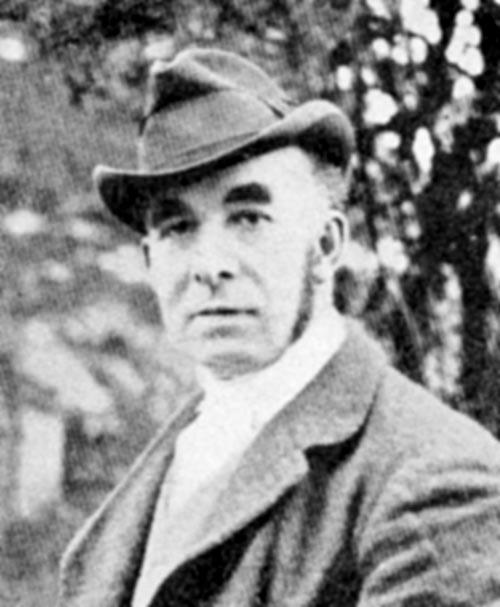

제9대 퀸즈베리 후작 존 숄토 더글라스(John Sholto Douglas, 9th Marquess of Queensberry, 1844년 7월 20일 – 1900년 1월 31일)는 빅토리아 시대의 영국인 귀족으로, 무신론, 노골적인 견해, 잔인한 태도로 기억되며 "퀸즈베리 규칙"에 자신의 이름을 붙였다. 이는 현대 권투의 기초를 형성했으며, 아일랜드 작가이자 극작가인 오스카 와일드의 몰락에서 그가 맡은 역할에 대해서도 설명한다.